# Marquesat de Sagnier

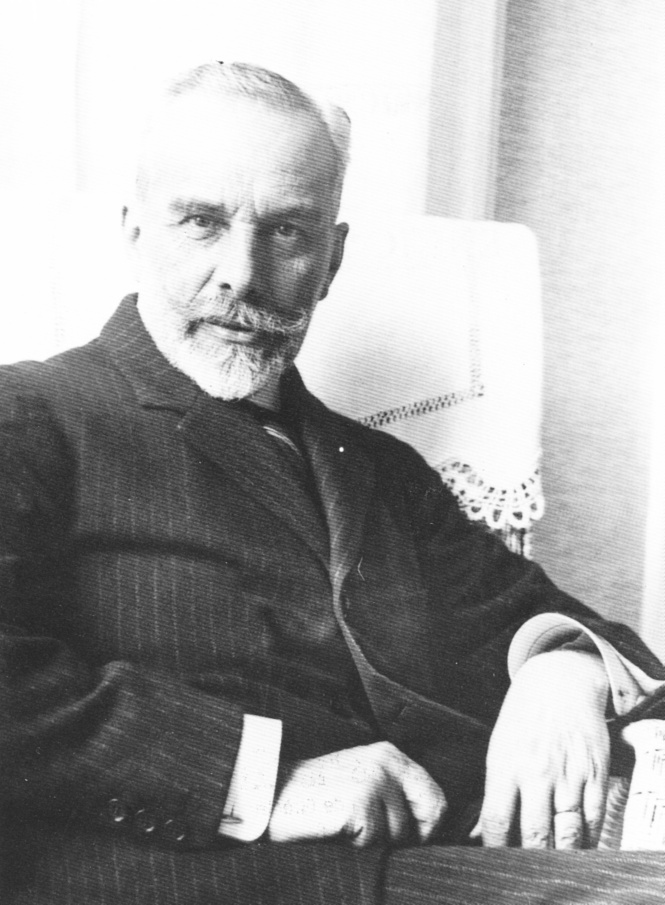
Enric Sagnier i Villavecchia, I marquès de Sagnier.

El Marquesat de Sagnier és un títol nobiliari pontifici creat en 1923 pel papa Pius XI i atorgat a Enric Sagnier i Villavecchia, originari de Barcelona.
La seva denominació fa referència al cognom del primer titular.

## Marquesos de Sagnier
|                     | Titular                         | Període             |
| Creació per Pius XI | Creació per Pius XI             | Creació per Pius XI |
| ------------------- | ------------------------------- | ------------------- |
| I                   | Enric Sagnier i Villavecchia    | 1923-1931           |
| II                  | Josep Maria Sagnier i Vidal     | 1931-1976           |
| III                 | Joan Josep de Sagnier i Balasch | 1976-2013           |
| IV                  | Josep Maria de Sagnier i Prat   | 2013-               |

## Història dels marquesos de Sagnier
- Enric Sagnier i Villavecchia (1858-1931), I Marquès de Sagnier.

1. Casat amb Dolors Vidal i Torrents (†1938). Va tenir cinc fills:
  1. Josep Maria Sagnier i Vidal (1890-1976).
  2. Manuel Sagnier i Vidal (1891-1976).
  3. Enric Sagnier i Vidal (1894-1968).
  4. Maria Assumpció Sagnier i Vidal (1898-1909).
  5. Ignasi Sagnier i Vidal (1901-1977).

El va succeir el seu fill:
- Josep Maria Sagnier i Vidal (1890-1976), II Marquès de Sagnier.

1. Casat amb Mercè Balasch i Cuyàs (1900-1987), va tenir quatre fills:
  1. Raquel Sagnier i Balasch (1923).
  2. Assumpció Sagnier i Balasch (1927-1979).
  3. Isabel Sagnier i Balasch (1929).
  4. Joan Josep Sagnier i Balasch (1942).

El va succeir el seu fill:
- Joan Josep Sagnier i Balasch (1942-2013), III Marquès de Sagnier.

1. Casat amb Mari Mey Prat García (1948), va tenir quatre fills:
  1. Josep Maria Sagnier i Prat (1966).
  2. Joan Josep Sagnier i Prat (1967).
  3. Alexandre Sagnier i Prat (1969).
  4. Marta Sagnier i Prat (1972).

El va succeir el seu fill:
- Josep Maria de Sagnier i Prat (1966), IV Marquès de Sagnier.

1. Casat amb Silvia González i Giralt (1965), té dos fills:
  1. Alexandra de Sagnier i González (1997).
  2. Eduard de Sagnier i González (2004).[2]

## Escut d'armes
Partit: primer, d'atzur, una creu patent floronada d'or; segon, d'or, un mont movent de la punta de sinople somat del Temple Expiatori del Sagrat Cor del Tibidabo d'argent aclarit de sable; gaiat curvilini a la punta, de gules, un capitell d'or sobremuntat d'un estel d'argent.